# Lee Jangwook
Lee Jangwook (Hangul: 이장욱) es un poeta, novelista y crítico literario coreano.

## Biografía
Nacido en Seúl, Corea del Sur, en 1968, Lee Jangwook se graduó y obtuvo un máster de Literatura Rusa en la Universidad de Corea. Ha trabajado como editor y también profesor de Escritura Creativa en la Universidad Chosun en Gwangju. Empezó su carrera en la literatura después de ganar el Premio de Escritor Novel en la división de poesía de la revista Hyundae Munhak.

## Obra
Su poesía se distingue por su capacidad de juntar lo concreto y lo abstracto. De hecho, como un crítico apuntó: "Las palabras individuales que escoge son claras y concretas, pero las frases son de una calidad enorme".
Además de poesía, también escribe narrativa desde la publicación de la novela Los alegres demonios de Callot en 2005. Además, es activo en muchos otros campos, incluyendo una posición permanente en el comité editorial de una prestigiosa revista literaria. También se desempeña como crítico literario, publicando incisivos análisis de obras de autores contemporáneos a él, como Hwang Byungseung, Kim Haengsuk y Kim Minjeong.
Su amplio punto de vista como escritor se basa en su sentido innato de la integridad y en la diligencia. Estos aspectos de su personalidad se manifiestan en su escritura como poder de observación. Captura los secretos de la vida escondidos en los detalles triviales de la vida cotidiana con un tono visionario y una observación cuidadosa.
Cuando describe la diferencia entre los géneros literarios de la poesía y la ficción, Lee Jangwook dice que la poesía es más afín a la noche y la novela al día. Sin embargo, esto no significa que esté atrapado en la dicotomía de la noche y el día que postula el "establishment" literario. En lugar de eso, se centra en los espacios secretos que existen en los límites de los opuestos "superficie exterior" y "profundidad interior", "realidad" y "fantasía", "consciencia" e "inconsciencia", del mismo modo que en la borrosa frontera entre la noche y el día.
Ha publicado dos poemarios: Montaña de arena de mis sueños y Esperanzadoras canciones del mediodía (2006).
Actualmente es un miembro activo del grupo de poesía Cheonmong.
Fue profesor residente en la Universidad de Iowa en 2008, gracias al Programa Internacional de Escritura en el que participó por cortesía del Instituto de Traducción Literaria de Korea. Allí habló de su viaje a Rusia: "Hace catorce años, en el invierno de 1994, me embarqué en un largo viaje desde San Petersburgo hasta Chuvashia con Andrei, que era mi compañero de habitación por aquel entonces", y expresó su propia visión del rol de la literatura en la sociedad. "Hablando en general, lo importante no es elegir uno de los muchos cambios, sino pensar sobre las relaciones dinámicas y caóticas de esos cambios. Lo importante no es pensar sino actuar para algo mejor".

## Obras en coreano (lista parcial)
Poemarios
- Montaña de arena de mis sueños (2006)
- Canciones esperanzadoras del mediodía (2006)

Novelas
- Los alegres diablos de Callot

Crítica
- Mi melancólico niño moderno (2005)
- Revolución y modernismo: estética de la poesía rusa (2005)

## Premios
- 2013 Premio del Escritor Joven de la editorial Munhak Dongnae
- 2011 Premio Webzine Moonji
- 2010 Segundo premio del Premio del Escritor Joven de la Editorial Munhak Dongnae
- 2005 Premio del Escritor de Munhak Sucheob
- 2003 Premio de Poesía Contemporánea
- 1994 Premio de Poeta Novel de Hyundae Munhak